# Commissario politico

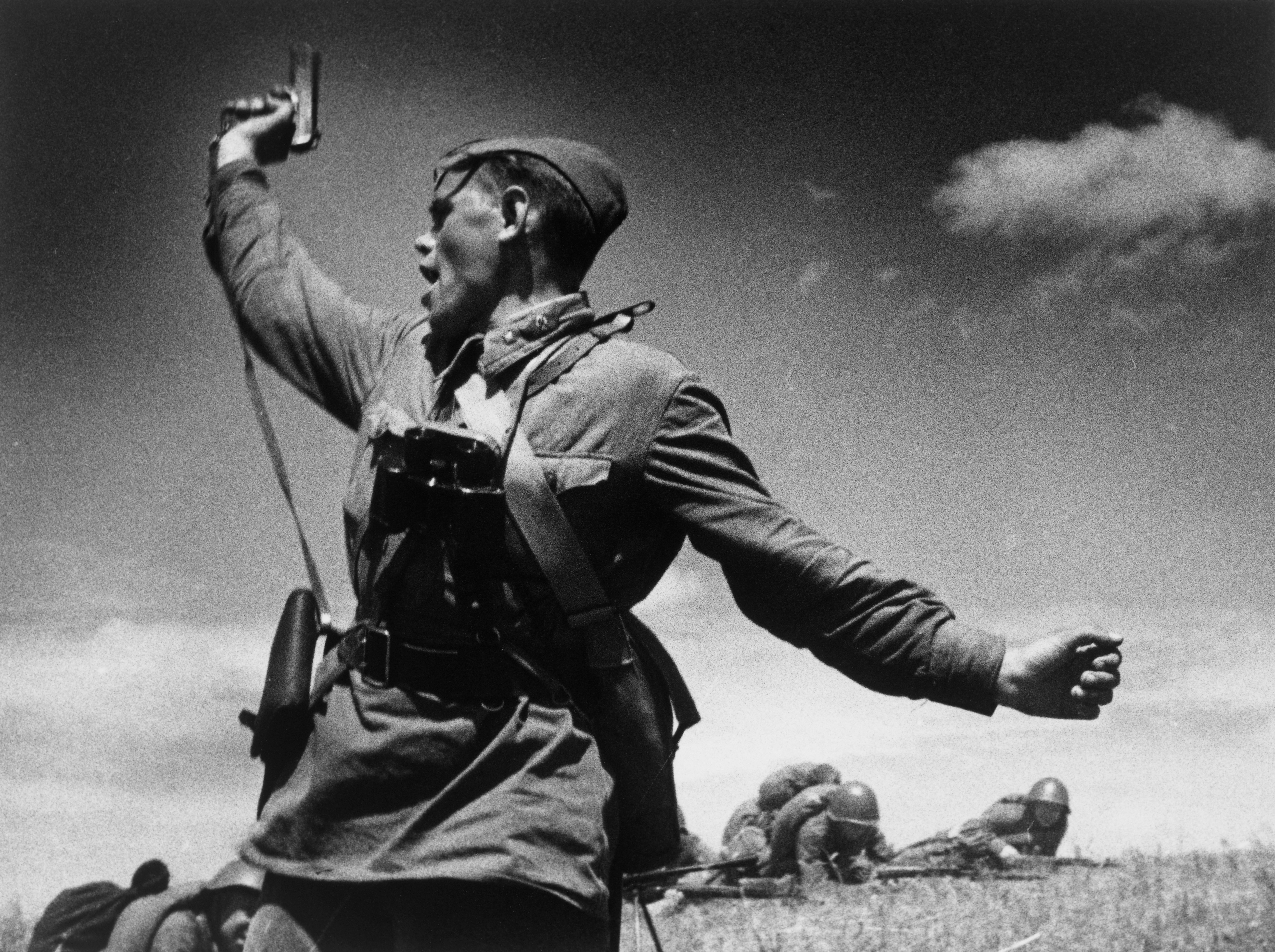
Il commissario politico sovietico Oleksij Jeremenko in battaglia sul Fronte orientale, seconda guerra mondiale

Un commissario politico è un ufficiale incaricato da un partito politico di supervisionare un'unità militare.
La prima volta in cui tale figura fu utilizzata fu nell'Armata Rossa, e fu introdotta da Lev Trockij, il quale affrontò il problema d'integrare gli ufficiali e le truppe zariste nella nuova Armata Rossa, assicurandosene la lealtà. La figura, peraltro, trova un antecedente storico nel représentant en mission all'epoca della Rivoluzione francese.

## In Unione Sovietica

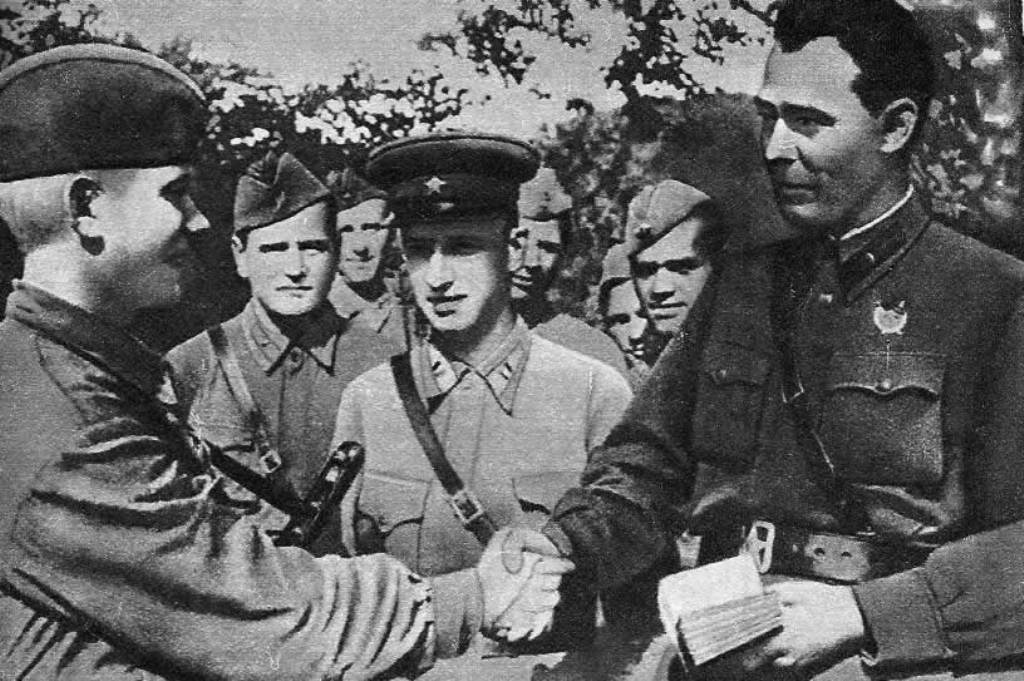
Il commissario politico Leonid Il'ič Brežnev (a destra) consegna la tessera di appartenenza al partito Comunista a un soldato (1942)

Nell'Armata Rossa i commissari politici erano assegnati dal Partito Comunista dell'Unione Sovietica alle unità militari con lo scopo di effettuare propaganda politica in loco, e accertarsi che le decisioni del Partito fossero seguite. In questo sistema, ogni unità aveva un ufficiale politico che non rientrava nella normale catena di comando militare, ma rispondeva ad una catena separata all'interno del Partito. 
L'obiettivo di tale struttura era quello di garantire negli anni immediatamente successivi alla Rivoluzione russa la lealtà dei comandanti dell'esercito (in gran parte provenienti dalle file del vecchio esercito zarista), e prevenire la possibilità di un golpe "bonapartista". 
Il commissario politico aveva l'autorità per condizionare qualunque decisione dell'ufficiale militare regolare, ma questo non accadde praticamente mai - la sola presenza di un commissario solitamente significava che il comando militare non avrebbe riservato sorprese e che le direttive di massima sarebbero state seguite senza problemi, consentendo al ruolo del commissario di gestire la propaganda e tenere alto il morale della truppa.
Dopo il 1942, i commissari politici dell'esercito non furono più chiamati commissari, ma politruk (политру́к, abbr. полити́ческий инстру́ктор, istruttore politico) e in seguito zampolìt (замполи́т, abbr. замести́тель команди́ра по политрабо́те, addetto del comandante sui lavori politici), un cambiamento che riflette il cambio di ruolo e lo sviluppo dell'autorità loro conferita: lo zampolit non aveva diritto di interferire negli ordini operativi di un ufficiale militare.
La posizione di controllo politico nelle forze armate è stata riformata dopo il crollo dell'Unione Sovietica nel 1991. Oggi vengono chiamati "Замести́тель команди́ра по воспита́тельной рабо́те", addetti del comandante ai lavori educativi, ma sfugge ancora spesso il termine zampolit per riferirsi a loro.
Nella guerra civile russa, Stalin era commissario politico del Fronte occidentale contro l'Armata Bianca del barone Vrangel'.

## Nella seconda repubblica spagnola
Durante la guerra civile spagnola il governo della seconda repubblica spagnola introdusse questa figura nell'Ejército Popular con la circolare del Ministero della Guerra del 16 ottobre 1936. Ebbe lo scopo di vincere la resistenza dei partiti politici di sinistra al governo e dei sindacati alla creazione di un vero esercito. Significò una sottomissione del potere militare a quello politico.

## Nella Resistenza italiana
Commissari politici erano presenti anche in alcune unità della Resistenza italiana, principalmente nelle Brigate Garibaldi ed in quelle di Giustizia e Libertà. Anche in altre formazioni esistevano delle figure analoghe, come i delegati politici delle Brigate Osoppo.

## In Cina
La posizione del commissario politico è esistita ed esiste tuttora nell'Esercito Popolare di Liberazione della Cina.
Di solito, il commissario politico è un ufficiale in uniforme militare, anche se spesso si è trattato di un espediente per dare agli ufficiali di partito civili una qualche esperienza di comando militare. Il commissario politico era capo di una cellula di partito all'interno della struttura militare; comunque, l'appartenenza al partito di personalità militari è stata limitata per i gradi più bassi sin dagli anni ottanta.
Oggigiorno, il commissario politico è sostanzialmente responsabile per questioni amministrative e relazioni con l'autorità civile.